# Список міжнародної допомоги Україні (з 2014)

Країни, що постачають Україні техніку й зброю

Країни, що надали допомогу Україні, включно з гуманітарною

Цей список містить перелік іноземної допомоги, зокрема, військової, гуманітарної та фінансової, наданої Україні під час російсько-української війни.
Загалом допомогу Україні в тому або іншому вигляді надали більше п'ятдесяти країн світу, гуманітарну та фінансову — понад 30 іноземних компаній, а також низка міжнародних організацій.

## Військова допомога
| Країна             | Внесок |
| ------------------ | --- |
| Австралія          | Уряд Австралії затвердив військову допомогу у вигляді: - Зимове взуття, зимові шапки та шарфи (23 січня 2015). - нелетальної зброї на суму 25 млн австралійських доларів. (28 лютого 2022). - летальна зброя (ракети й боєприпаси) на суму 50 млн АД (28 лютого 2022). - 21 млн АД для ЗСУ (20 березня 2022). - Додаткові 25 млн АД військової допомоги, включно з радіолокаційними системами, харчовими продуктами та медичними засобами для військових (31 березня 2022). - 120 бронеавтомобілів Bushmaster (постачаються з квітня 2022). - 14 бронетранспортерів M113 і 20 додаткових захищених транспортних засобів Bushmaster загальною вартістю 100 млн АД (3 липня 2022). - 70 інструкторів Австралійських сил оборони (ADF) приєдналися до багатонаціональної програми підготовки українських військовослужбовців у Великій Британії. - 56 M113AS4 (постачаються з червня 2022), включно з варіантом броньованої транспортної машини. - 300 дронів-камікадзе DefendTex D40s (серпень 2022). - 14 машин спеціального призначення (червень 2023). - 28 броньованих військових вантажівок RMMV HX 40M з 14 причепами (червень 2023). - Спільне виробництво Франції та Австралії - остання постачає порох - 155-мм артилерійських боєприпасів (січень 2023). - 105-мм артилерійські боєприпаси (червень 2023). |
| Австрія            | - Канцлер Карл Негаммер схвалив військову допомогу Україні у вигляді понад 10 000 шоломів, бронежилетів і понад 100 000 л палива. - Австрія дозволила використовувати свою територію для транспортування зброї в Україну іншими країнами. - Закупівля 155-мм боєприпасів через Європейське оборонне агентство. |
| Албанія            | - Міністр оборони Албанії Ніко Пелеші заявив, що в Україну було направлене військове обладнання (18 березня 2022). - Дві машини швидкої допомоги для потреб ЗСУ (березень 2023). |
| Азербайджан        | - 120-мм міномети 40M11 HE-frag (лютий 2023). - 82-мм міномети 20Н5 (можливо, передані в Україну через Судан, червень 2022). - Авіаційні бомби QFAB-250 LG (імовірно переправлені через Судан, серпень 2022). - Невизначена машина для розмінування та навчання з розмінування. |
| Бельгія            | - 26-27 лютого 2022 уряд Бельгії оголосив про надання: - 2000 штурмових гвинтівок (FN FNC), 3800 тонн (близько 3 млн літрів) палива та особистих військових засобів захист. - 3000 кулеметів і 200 одиниць протитанкової зброї. - 22 квітня 2022 повідомлялося про схвалення подальших постачань зброї в Україну, включно з протитанковою зброєю та, можливо, також надлишковими «важкими гарматами». |
| Велика Британія    | - 2000 шоломів марки 6, 150 шоломів з вмонтованими приладами нічного бачення, 200 GPS-навігаторів, 220 захищених ноутбуків, 1000 пакетів першої медичної допомоги (6 березня 2015) - 2000 ПТРК NLAW (26 січня 2022 року). - Близько 1000 одиниць протитанкової зброї NLAW та протитанкових ракет Javelin (23 лютого 2022). - надання 120 бронемашин, а також навчання українських військових у Великій Британії з користування ними (13 квітня 2022 року). - Надання невизначеної кількості реактивної системи залпового вогню M270 разом із боєприпасами M31A1 та обіцянка провести вишкіл українських операторів у Великобританії (6 червня 2022 року). - 24 серпня оголошено про новий пакет військової допомоги вартістю 54 мільйони фунтів стерлінгів, що включає 850 дронів Black Hornet Nano, 200 дронів спостереження, близько 1000 баражуючих протитанкових боєприпасів та обладнання для пошуку мін. |
| Греція             | 28 лютого надано: - 20 тис. автоматів типу АК-47; - 815 протитанкових реактивних систем залпового вогню РПГ-18; - 122 реактивні системи залпового вогню РМ-70 та невизначена кількість боєприпасів. |
| Данія              | - 2000 бронежилетів, 700 польових аптечок (26 лютого 2022). - 2700 легких протитанкових засобів M72 LAW, 300 незавершених зенітних систем FIM-92 Stinger, які були зібрані та введені в експлуатацію шляхом посередництва зі США перед відправкою (27 лютого). |
| Естонія            | Станом на 8 квітня 2022 року загалом було передано 1377 тонн переважно летальної військової техніки вартістю 222 млн євро, включно з: - FGM-148 Javelin; - протитанковими мінами; - стрілецькою зброєю, боєприпасами, засобами захисту, 50 000 польових пайків; - 13 автомобілями; - гаубицями 9 D-30. 19 січня 2023 року уряд Естонії вирішив надати Україні військову допомогу на суму 113 мільйонів євро. Цей пакет допомоги стане найбільшим переданим країною за час повномасштабної війни, що включає десятки 155-мм і 122-мм гаубиць, тисячі снарядів та вантажівок для них, понад сотню протитанкових гармат Carl-Gustav, понад тисячу одиниць боєприпасів до них |
| Ірландія           | - Надано нелетальну військову техніку на 9 млн євро (27 лютого 2022). - Бронежилети й пальне для українських військових. |
| Ісландія           | - Уряд Ісландії запропонував свою допомогу в транспортуванні в Україну військової техніки від інших країн, оскільки Ісландія не має власної. Так, ісландська авіакомпанія Air Atlanta Icelandic була використана для доставки військової техніки зі Словенії в Україну. |
| Іспанія            | - 1370 протитанкових гранатометів Instalaza C-90, невизначена кількість легких кулеметів і 700 000 набоїв (2 березня 2022). - Надано захист для особового складу у вигляді шоломів, бронежилетів, а також захист від зброї масового ураження. |
| Італія             | - Міністр закордонних справ Італії Луїджі Ді Майо схвалив військову допомогу Україні у розмірі 110 млн євро (27 лютого 2022). - Рада міністрів Італії 1 березня 2022 року ухвалила закон, який дозволяє міністру оборони (після розгляду в парламенті) надсилати Україні військову допомогу. Так, зокрема, було надано: нерозкриту кількість мінометів, ракет Stinger, M2 Browning, легких кулеметів, протитанкових керованих ракет та військової техніки. |
| Канада             | Прем'єр-міністр Канади Джастін Трюдо повідомив про схвалення військової допомоги Україні у вигляді: - нелетальної військової техніки (3 лютого 2022). - проведення понад 600 курсів з навчання й військової підготовки понад 33 000 українських військовослужбовців з вересня 2015 року в рамках Операції "Unifier, яку було продовжено до кінця березня 2025 року. - 14 лютого 2022 надано летальне військове обладнання на суму 7,8 млн доларів. - 100 ручних протитанкових гранатометів Carl Gustaf 8,4 см (версія M2) з 2000 патронами. - нелетальне військове спорядження вартістю 25 млн доларів, включно з бронежилетами, шоломами, протигазами та засобами нічного бачення (27 лютого 2022). - 400 000 пакетів їжі та 1 600 осколкових жилетів (2 березня). - 3 березня 2022 року було оголошено про надання 4500 легких протитанкових засобів M72 LAW, 7500 ручних гранат, 1 млн доларів США на придбання супутникових знімків високої роздільної здатності. - пакет військової допомоги у розмірі 50 млн доларів у вигляді спеціалізованого обладнання, включно з камерами канадського виробництва для дронів спостереження, оголошений 9 березня. - 22 квітня оголошено про передачу чотирьох 155-мм гаубиць М777, декілька високоточних артилерійський снарядів Excalibur та інші боєприпаси неоголошеної кількості. - 30 червня Канада оголосила про доставку в Україну 39 броньованих машин бойової підтримки General Motors LAV (ACSV) і шести камер високої роздільної здатності для використання на українських безпілотниках. |
| Латвія             | - 7 санітарних автомобілів Land Rover Defender (січень 2021) - Міністерство оборони Латвії передало зенітно-ракетні комплекси Stinger Збройним Силам України (23 лютого 2022). - Національні збройні сили Латвії передали 30 вантажівок індивідуального спорядження та припасів включно з бойовими шоломами, сушеним кормом, медичними приладами та ліками (26 лютого). - 3 березня 2022 року Міністерство оборони передало ЗСУ 90 безпілотних літальних апаратів, подарованих латвійськими компаніями. - 6 квітня Міністерство оборони оголосило, що загальна військова допомога Україні перевищила 200 млн євро. |
| Литва              | - 2 вересня 2016 року — згідно з заявою спікера генштаба Литви, Україні було передано близько 150 тонн боеприпасів (переважно патрони калібра 5,45 × 39 мм). - 13 лютого 2022 передано зенітно-ракетні комплекси і боєприпаси Stinger. - 23 березня 2022 року було узгоджено додаткові 10 млн євро військової допомоги та постійної підтримки. - З 2014 року проводиться військова підготовка (з інструкторами в Україні), надається медичне забезпечення, нелетальна військова техніка (тепловізори та засоби нічного бачення, шоломи, бронежилети, пошуково-рятувальне обладнання тощо), а також легке озброєння та боєприпаси. - Литва навчатиме українських військових та інструкторів користуватися зброєю західного зразка, технікою, військовими засобами тощо. - 20 БТР М113, 10 військових вантажівок і 10 позашляховиків (25 травня 2022 року) |
| Люксембург         | - 100 одиниць протитанкової зброї NLAW, джипи та 15 військових наметів (28 лютого 2022), а також повнопривідні машини та 15 військових наметів. |
| Нідерланди         | - 18 лютого 2022 року міністр зовнішньої торгівлі та розвитку співробітництва Лізе Шрайнемахер, міністр закордонних справ Вопке Хоекстра та міністр оборони Кайса Оллонгрен схвалили надання Україні військової допомоги на загальну суму 7,4 млн євро: - 3000 бойових шоломів, 2000 бронежилетів, 30 ручних міношукачів, 2 підводні апарати з дистанційним керуванням. - 5 радарів AN/TPQ-36 Firefinder, 2 радари Thales Squire. - 10 протиснайперських гвинтівок Barrett M82 і 90 снайперських гвинтівок Accuracy International AX із загальним боєприпасом 30 000 патронів. |
| Нова Зеландія      | - 23 травня 2022 року було оголошено, що 30 військовослужбовців Сил оборони Нової Зеландії вирушать до Великобританії для навчання українських військових гаубицям L119. |
| Німеччина          | - 17 лютого 2015 Німеччина передала ДСНС України 50 міношукачів - З 30 березня по 26 травня 2022 включно: - Перша партія - запчастини для кулеметів MG 3 (500 стволів і затворів), запалювачі, детонуючі шнури (350 тис.), радіоприймачі, ручні гранати (100 тис.), заряди вибухівки та міни. - Друга партія - 3000 протитанкових мін, 1600 спеціалізованих протитанкових мін спрямованої дії. - 25 березня: - 2000 ракет Panzerfaust 3 (за іншими даними 3000) - 1500 зенітних ракет «Стріла». За іншими даними, протитанкових мін — 14 900, ракет STINGER і 2700 STRELA — 500, набоїв до стрілецької зброї — 16 мільйонів, кулеметів MG 3 — 100, бойових шоломів — 23 000, автомобілів — 178, наметів — 100, генераторів — 12. 21 червня міністр оборони України О. Резніков повідомив про початок бойового застосування самохідних артилерийських установок (САУ) Panzerhaubitze 2000 (PzH 2000).. САУ були обіцяні у травні й надійшли на озброєння після підготовки екіпажів, яка тривала кілька тижнів.. - РСЗВ з некерованими ракетами MARS II |
| Норвегія           | |
| Південна Корея     | |
| Пакистан           | - 159 контейнерів боєприпасів, включно зі снарядами та капсулями (січень 2023). - 10 000 ракет для "Градів" (лютий 2023) |
| Північна Македонія | - Чотири штурмовики Су-25 (серпень 2022) |
| Польща             | - 230 танків Т-72М - 40 БМП - 20 122-мм САУ 2С1 - 18 155-мм САУ AHS Krab - 20 РСЗВ «Град» |
| Португалія         | |
| Румунія            | |
| Словаччина         | |
| Словенія           | - Уряд Словенії схвалив допомогу Україні у вигляді автоматичних гвинтівок, боєприпасів і шоломів. - 28 танків M-55S |
| США                | - 330 тис. сухпайків (30 березня 2014 року). - Нелетальна зброя, в тому числі мінометні радари (22 листопада 2014) - 35 броньованих позашляховиків Volkswagen Amarok та Toyota Land Cruiser 200, а також 2300 комплектів уніформи (20 грудня 2014 року). - 5 катерів "Willard" Sea Force 730 та Sea Force 11M (19 червня 2015 року). - 40 автомобілів швидкої допомоги HMMWV M997A2 (грудень 2017). - Президент Дональд Трамп 1 березня 2018 року схвалив військову допомогу Україні на суму 47 мільйонів доларів: летальна зброя, включаючи 210 протитанкових ракет Javelin. - 20 бронеавтомобілів HMMWV (січень 2021). - 13 квітня 2022 року анонсована допомога на суму 800 мільйонів доларів літальної військової техніки:. - 18 гаубиць M777 калібру 155 мм і 40 000 артилерійських боєприпасів - 11 військових вертольотів Мі-17; - 200 БТР; - контрартилерійські радари. - 19 травня 2022 року Міністерство оборони (DoD) оголошує про дозвіл на скорочення президентської допомоги безпеці на суму до 100 мільйонів доларів США: - 18 155-мм гаубиць; - 18 тактичних транспортних засобів для буксирування 155-мм гаубиць; - 3 протиартилерійські радари AN/TPQ-36; - Польова техніка та запчастини. - 1 червня 2022 року було оголошено військовий пакет допомоги вартістю 700 мільйонів доларів високомобільних артилерійських ракетних систем і боєприпасів: - Чотири HIMARS і боєприпаси; - П'ять контрартилерійських радарів; - Два радари повітряного спостереження; - 1000 ракет Javelin і 50 командно-пускових одиниць; - 6000 одиниць протиброньової зброї; - 15 000 артилерійських снарядів калібру 155 міліметрів; - Чотири вертольоти Мі-17; - 15 тактичних машин; - Запасні частини та обладнання - 25 000 артилерійських снарядів калібру 155 мм - Контрартилерійські радари; - Глушники; - Запчастини для техніки - 15 червня 2022 року було оголошено про дванадцятий військовий пакет вартістю 1 мільярд доларів: - 18 155-мм гаубиць М777 - 18 тактичних машин для буксирування гаубиць; - 36 000 артилерійських снарядів калібру 155 мм - Додаткові боєприпаси для ракетно-артилерійських систем високої мобільності - Чотири тактичні евакуаційні машини; - Запчастини та інше обладнання; - Дві пускові установки берегової оборони Гарпун без боєприпасів; - Тисячі військових радіостанцій; - Тисячі приладів нічного бачення та оптики; - Фінансування навчання, технічного обслуговування, утримання, транспортування та адміністративних витрат. - 23 червня 2022 року було оголошено про тринадцятий військовий пакет вартістю 450 мільйонів доларів США: - Чотири додаткові системи M142 HIMARS; - 36 000 105-мм артилерійських снарядів; - 18 артилерійських тягачів тактичних машин - 1200 гранатометів; - 2000 кулеметів; - Два малих річкових судна; - 10 патрульних катерів типу Sea Ark Dauntless; - Шість 40-футових морських бойових катерів; - Запчастини та інше обладнання; - 8 липня 2022 Сполучені Штати оголосили про свій 15-й пакет допомоги вартістю 400 мільйонів доларів, який включає: - 4 додаткових HIMARS (що доводить кількість HIMARS, переданих Україні, до 12). - Додаткові боєприпаси HIMARS. - Додаткові 155-мм артилерійські снаряди, включаючи «новий тип 155-мм. артилерійських боєприпасів». Високопоставлений американський чиновник сказав, що ці снаряди пропонують «більшу точність», ніж звичайні снаряди. Не підтверджуючи, чи вони M982 Excalibur, чиновник сказав: «Це пропонує Україні точність здатність по конкретних цілях. Це заощадить боєприпаси. Це буде ефективнішим завдяки точності». - «Три тактичні вантажівки» - «Контрбатарейні системи» - «Розривні боєприпаси»; - 8 серпня 2022 року Міністерство оборони США оголосило про 18-й пакет військової допомоги Україні: - Додаткові боєприпаси для HIMARS - 75 000 артилерійських снарядів калібру 155 мм - 20 мінометів калібру 120 мм - 20 000 мінометів калібру 120 мм - Боєприпаси для NASAMS - 1000 Javelin і "сотні" протитанкової зброї AT4 - міни "Клеймор" - Вибухові речовини C-4, боєприпаси та обладнання для підриву - 50 броньованих медичних машин; - Медичне приладдя, включаючи аптечки першої допомоги, перев'язувальні матеріали, монітори та інше обладнання. - 15 вересня 2022 року Міністерство оборони США оголосило про 21-й пакет військової допомоги Україні: - Додаткові боєприпаси для ракетно-артилерійських систем високої мобільності (HIMARS) - 36 000 105-мм артилерійських снарядів - 1000 високоточних 155-мм артилерійських снарядів - Чотири протиартилерійські радари - Чотири вантажівки та вісім причепів для перевезення важкої техніки; - Безпілотні авіаційні системи протидії - Обладнання для розмінування - Протипіхотні боєприпаси Claymore - Підривні боєприпаси та обладнання - Стрілецька зброя та боєприпаси - Прилади нічного бачення, спорядження для холодної погоди та інше польове обладнання - 4 квітня 2024 США передали українським силам трофейну зброю, яку було захоплено під час огляду кораблів, що доставляли вантажі з Ірану до хуситів в Ємені. За їхніми даними, США передали таку зброю: - понад п’ять тисяч автоматів АК-47; - кулемети; - снайперські гвинтівки; - ручні протитанкові гранатомети РПГ-7; - понад 500 тисяч патронів калібру 7,62 мм. |
| Туреччина          | - Додатково надані дрони Bayraktar TB2 (2 березня 2022). |
| Фінляндія          | - 27 лютого 2022 року уряд Фінляндії схвалив постачання в Україну 2000 бронежилетів, 2000 композитних касок, 100 нош та обладнання для двох пунктів швидкої медичної допомоги. - 2500 штурмових гвинтівок, 150 000 патронів, 1500 одноразових протитанкових гранатометів і 70 000 сухпайків на 28 лютого 2022 року |
| Франція            | - 22 квітня 2022 року президент Франції оголосив, що Франція надає Україні значну кількість зброї та оголосив, що й надалі постачатиме різну військову техніку, зокрема 155-мм самохідні гаубиці CAESAR та десятки тисяч снарядів. - 16 червня 2022 під час візиту до Києва Еммануель Макрон оголосив, що Франція надасть ще 6 самохідних гаубиць CAESAR калібру 155 мм. - 13 липня 2022 міністр закордонних справ Дмитро Кулеба повідомив, що Франція надасть Україні 36 збірних легкомостів завдовжки від 23 до 46 метрів від компанії Matiere. |
| Хорватія           | - 28 лютого 2022 року Міністр оборони Хорватії Маріо Баножич схвалив надання військової допомоги Україні, а саме летального військового обладнання на суму 124 млн кун (16,5 млн євро), включно з піхотною зброєю та засобами індивідуального захисту для військових. |
| Чехія              | - 40 танків Т-72М1 - 61 БМП - 20 самохідних гаубиць «Дана» - 20 РСЗВ RM-70 |
| Швеція             | - 28 лютого 2022 Риксдаг затвердив військову допомогу Україні: - 5000 легкої протитанкової зброї AT4 - 5000 шоломів M90. - 5000 бронежилетів 12-ї моделі - 135 000 сухпайків |
| Японія             | - Прем'єр-міністр Фуміо Кісіда схвалив надання Україні бронежилетів та шоломів. Допомога була надана відповідно до статті 116-3 Закону про сили самооборони й не вважається порушенням трьох принципів експорту зброї. |

## Фінансова допомога
| Країна          | Внесок |
| --------------- | --- |
| Велика Британія | - Надано додаткові 100 млн доларів безпосередньо до державного бюджету України з метою пом'якшення фінансового тиску, який виник після вторгнення росії. |
| Данія           | - 134 млн доларів США пожертвування через Світовий банк. |
| Канада          | - 21 січня 2022 року було оголошено про надання уряду України позики в розмірі 120 млн доларів США. - Додатковий кредит до 500 мільйонів доларів США, оголошений 14 лютого 2022 року, включно з технічною допомогою на суму до 6 млн доларів для підтримки реалізації кредиту. |
| Латвія          | - 25 лютого 2022 року Ризька міська рада схвалила 500 тис. євро допомоги Україні. - 26 лютого 2022 року уряд Латвії схвалив 1,2 млн євро допомоги Збройним силам України. |
| Литва           | - 28 лютого 2022 спрямовано 4 млн євро на медичну допомогу. |
| Нідерланди      | - 140 млн доларів кредиту через Світовий банк. |
| Німеччина       | - 240 млн євро через ЄС у вигляді позик у березні 2022. |
| Південна Корея  | - Невизначена сума допомоги оголошена 8 березня. - Двостороння Офіційна допомога з метою розвитку буде збільшена шляхом визначення України ключовою «Пріоритетною країною співробітництва» на 2021—2025 роки.                                                                  |
| Польща          | - У перший день вторгнення Національний банк Польщі запропонував Україні валютний своп на суму близько 4 млрд злотих (875 млн доларів). |
| Словенія        | - Уряд Словенії направив 100 тис. євро до МКЧХ, призначених для українських біженців. |
| США             | - 13,6 млрд доларів США у вигляді військової (6,5 млрд) та гуманітарної (6,7 млрд) допомоги для «реагування на ситуацію в Україні» згідно із Законом про зведені асигнування 2022 від 15 березня 2022 року.                                                                    |
| Франція         | - 300 млн євро надано 25 лютого 2022. |
| Японія          | - 200 млн доларів профінансовано 28 лютого 2022. - 100 млн доларів пожертвування через Світовий банк. |

## Гуманітарна допомога
| Країна / Територія | Внесок |
| ------------------ | --- |
| Австралія          | - 18 січня 2015 року Австралія відправила ЗСУ зимове взуття, шапки та шарфи на загальну суму 2 млн. 300 тис. доларів США. - Станом на 20 березня 2022 року 30 млн австралійських доларів спрямовано на гуманітарну допомогу, серед яких: - 10 млн — різним неурядовим організаціям; - 10 млн — Всесвітній продовольчій програмі; - 8 млн — Фонду народонаселення ООН; - 2 млн — Альянсу дій з надзвичайних ситуацій в Україні. - Щонайменше 70 тис. тонн вугілля для українських електростанцій (20 березня 2022). |
| Австрія            | - Передано 6 тонн гуманітарної допомоги на Буковину у вигляді харчових продуктів, гігієнічних наборів, предметів першої необхідності, які збирали люди. |
| Азербайджан        | - Надано медичне обладнання та медичні засоби на суму 5 млн євро. - Безкоштовне паливо для карет швидкої допомоги та транспортних засобів ДСНС на АЗС SOCAR. - Надане енергетичне обладнання на суму 800 тисяч доларів. |
| Аргентина          | - Спеціальне розміщення Комісії білих шоломів на українсько-польському кордоні для надання допомоги біженцям. - 1500 тонн харчових продуктів, ліків та одягу (станом на 4 березня 2022). - Уряд міста Буенос-Айрес також оголосив про власний пакет гуманітарної допомоги Україні. - 20 березня 2022 було надіслано нову партію допомоги у вигляді більш ніж 10 тонн чоловічого, жіночого та дитячого одягу для українських біженців. |
| Болгарія           | - Невизначена кількість одягу, взуття, наметів, простирадл, ковдр. |
| Бразилія           | - Бразильські Повітряні сили відправили 11,6 тонн допомоги, зібраної людськими пожертвами, які були направлені до Варшави, Польща. |
| Ватикан            | - На початку березня 2022 року Папа Римський Франциск пожертвував Україні медичні засоби, включно зі шприцами, пластирями й дезінфікуючими засобами з аптеки Ватикану, через Апостольську адміністрацію милостині. - 21 березня в гуманітарний хаб при Хмельницькій ОВА прибуло 10 тонн медичних і лікарських засобів, медикаментів, інвалідних колясок для цивільних осіб та військових. - Планується придбання однієї карети швидкої допомоги за рахунок Ватикану. |
| Велика Британія    | - 23 лютого 2022 року оголошено 100 млн фунтів стерлінгів гуманітарної допомоги. - Додаткова гуманітарна допомога в розмірі 40 млн ФС (27 лютого). - Додаткова допомога 80 млн ФС для допомоги Україні в подоланні гуманітарної кризи (1 березня). - 10 березня Велика Британія оголосила про збільшення поставок пайків, медичного обладнання та нелетальної військової допомоги. - 14 березня уряд Великої Британії оголосив про плани надати Україні життєво важливу енергетичну підтримку через робочу групу підтримки електричних мереж України. Також було передано понад 500 мобільних генераторів. - Профінансовано 2 млн ФС на життєво необхідне продовольство для районів України, оточених російськими військами. Джерсі - 360 тис. ФС у вигляді гуманітарної допомоги оголошені 2 березня. Гернсі - Надання гуманітарної допомоги на сумму 500 тис. ФС (2 березня). - Пожертвування протипожежного спорядження (8 березня). Уельс - Комбінований пакет фінансової та гуманітарної допомоги на 4 млн ФС, оголошений 1 березня. Шотландія - 28 лютого 2022 року надано 4 млн фунтів стерлінгів гуманітарної допомоги Україні. |
| Данія              | - 1 мобільний госпіталь, 50 млн данських крон на гуманітарну допомогу (26 лютого 2022). - Додатково надано 150 млн ДК на гумдопомогу (28 лютого). - 1700 одиниць претаратів для лікування правця надано за запитом ВООЗ (3 березня). |
| Ізраїль            | - 100 тонн гуманітарної допомоги, у тому числі 17 тонн медикаментів та медичного обладнання, системи очищення води та комплекти аварійного водопостачання, тисячі наметів, ковдр, спальних мішків та пальто. - Медична бригада з 40 лікарів та парамедиків із медичним та гуманітарним обладнанням на молдовсько-українському кордоні для надання медичної допомоги біженцям. - Створено ізраїльський польовий шпиталь на Львівщині. - 4 броньовані автомобілі швидкої допомоги разом з додатковими 230 тоннами гуманітарної допомоги, зібраної громадянами Ізраїлю. |
| Індія              | - 20 тонн лікарських засобів, медичне обладнання. - 100 наметів, 2500 ковдр (3 березня 2022). |
| Іспанія            | - 20 тонн гуманітарної допомоги на суму понад 150 тис. євро (27 лютого 2022). |
| Італія             | - 45 пожежні машини. |
| Казахстан          | - 14 та 15 березня 2022 року відправлено в Україну 28,2 тонн гуманітарної допомоги, яка складається з ліків для постраждалих українців (антибіотики, протизапальні, протикашльові та гіпотензивні засоби). |
| Канада             | - 32 тонни гуманітарної допомоги (шоломи, бронежилети, балістичні окуляри, медичні аптечки, спальні мішки, намети) на загальну суму 5 млн канадських доларів (8 серпня 2014). - Уряд Канади оголосив 25 лютого 2022 року, що канадцями були зроблені пожертвування на загальну суму близько 10 млн доларів у відповідь на події в Україні. 10 березня сума пожертв до Канадського Червоного Хреста на подолання гуманітарної кризи в Україні, яку надасть уряд Канади, зросла до 30 млн доларів. - 1 березня 2022 року було оголошено про надання гуманітарної допомоги в розмірі 100 млн доларів для задоволення гуманітарних потреб на місцях в Україні та сусідніх країнах, які приймають біженців. |
| Кіпр               | - 14 морських контейнерів з медичним обладнанням, харчовими продуктами та матеріалами цивільного захисту (8 березня 2022). |
| КНР                | - Міністр закордонних справ Китаю Ван Ї заявив 9 березня, що Червоний Хрест Китаю надасть Україні партію гуманітарної допомоги на суму 5 млн юанів (майже 800 тис. доларів США), яка складається з предметів першої необхідності. - Додаткові 10 млн юанів (1,57 млн доларів) гуманітарної допомоги були запропоновані 21 березня 2022. |
| Колумбія           | - 24 березня Президент Колумбії Іван Дуке Маркес оголосив про надання гуманітарної допомоги українським біженцям через Управління Верховного комісара ООН у справах біженців. |
| Косово             | - Надано 100 тис. євро на гуманітарну допомогу. |
| Німеччина          | - Один мобільний польовий госпіталь вартістю 5,3 млн євро та пов'язане з ним навчання медичного персоналу в лютому 2022 року. - 10 тис. тонн харчових продуктів та засобів гігієни протягом березня 2022 року. - 50 медичних транспортних засобів. |
| Нова Зеландія      | - Обіцяна допомога в розмірі 2 млн новозеландських доларів (близько 1,4 млн доларів США) на підтримку медичних закладів на місцях та забезпечення основних потреб, таких як харчові продукти та предмети гігієни. |
| Норвегія           | - 29 червня 2014 року Норвегія відправила на нужди ЗСУ 77 тис. сухпайков, а загальна гуманітарна допомога на соціальні програми для України на середину листопада 2014 року склала 300 млн норвежських крон (більше 44,2 млн доларів США) - Прем'єр-міністр Норвегії Йонас Гар Стьоре 27 лютого 2022 року зазначив, що Україні надана гуманітарна допомога на суму 2 млрд крон (200 млн євро). |
| Пакистан           | - Доставлено 15 тонн гуманітарної допомоги, яка включає екстрені медикаменти, електромедичне обладнання, зимову постільну білизну та харчові продукти (15 березня 2022). |
| Південна Корея     | - 28 лютого 2022 року було оголошено про надання гуманітарної допомоги вартістю 10 млн доларів, що складається з 40 тонн медичних товарів, які були визначані за пріоритетністю конкретних запитів України, включно з аптечками, портативними генераторами кисню, ковдрами, респіраторами тощо. - 28 лютого запропонувано тимчасову роботу та дозвіл на проживання 3843 українським експатріантам, які проживають у Південній Кореї. Строк дії Дозвілу є невизначеним і діє до «стабілізації» ситуації в Україні. Пропозиція передбачає можливість залишитися в країні тим українцям, термін дозволу перебування в Південній Кореї яких уже закінчився. - Оголошено про плани відкриття нового офісу KOICA в Україні. - Випуск на ринок частини нафти, яку Південна Корея утримує як частину свого стратегічного резерву, а також перепродаж зрідженого природного газу до Європи в рамках «міжнародних зусиль для допомогти Україні». |
| Польща             | - Країна прийняла більше 2 млн українських біженців, яких Польща забезпечує всім необхідним. |
| Румунія            | - Румунія запропонувала лікувати поранених у своїх 11 військових госпіталях. - З 24 лютого 2022 з Румунії в Одеську область щоденно надходять катери та вантажівки із крупами, консервами, соками, молочною продукцією, овочами, водою, солодощами, дитячим харчуванням та засобами гігієни. - 27 лютого 2022 повідомлено про допомогу Україні у вигляді палива та другого траншу медичного обладнання й медикаментів на суму понад 3 млн євро. - Станом на 8 березня 2022 року країна прийняла близько 300 тис. українських біженців. - Передано 2 тис. ліжок Чернівцям для переселенців. |
| Словенія           | - Надано 200 спальних мішків, 200 пар гумових чобіт, 10 дизель-генераторів, 250 000 латексних рукавичок, 250 000 нітрилових рукавичок і 600 000 масок. |
| США                | - 2000 бронежилетів, 1500 наборів медичної допомоги, 1000 спальних килимків, 3600 камуфляжних жакетів, 400 коробок марлевих бинтів та 1000 чохлів на каски (7 липня 2014 року). - Планується надання додаткової гуманітарної допомоги на 1 млрд доларів (26 березня 2022 року). |
| Таїланд            | - 2 млн батів (приблизно 60 тис. доларів) на гуманітарну допомогу Україні. |
| Тайвань            | - Передано 27 тонн медичних засобів у лютому 2022. - президент Цай Інвень, віце-президент Лай Цінде і прем'єр-міністр Су Чженьчан оголосили 2 березня 2022 року, що кожен з них пожертвує свою зарплату за місяць як гуманітарну допомогу Україні. |
| Туреччина          | - Невизначена кількість ковдр, наметів, спальних мішків, засобів для прибирання та гігієни, а також п'ять спеціалістів, одна мобільна кухня та один автомобіль реагування на стихійні лиха. |
| Узбекистан         | - 28 тонн медичного обладнання відправлено в Україну в рамках гуманітарної допомоги. |
| Угорщина           | - Різне гуманітарне спорядження: медичні захисні окуляри, халати, одноразові гумові рукавички, ковдри, харчові продукти, а також медичні засоби: набори для крапельниць, шприци, пакети для забору сечі, катетери та допоміжні розхідники (грудень 2014). - 28 тонн харчових продуктів і 100 000 л автомобільного палива (28 лютого 2022). - Додаткові 100 тонн допомоги у березні 2022. |
| Фінляндія          | - 15 карет швидкої допомоги та 2 пожежні машини. - Усього в період 2014—2022 років Фінляндією надано Україні близько 83 млн євро гуманітарної допомоги. |
| Франція            | - 1 000 бронежилетів, набори медичної допомоги доставлено 7 липня 2014 року. - 33 тонни наметів, ліків, харчових продуктів і т. ін. доставлено 1 березня 2022 року. - 30 тонн гуманітарної допомоги через Молдову. - 2 літаки, повних ліків, через Польщу. - 8 тонн медичного обладнання (2 березня). |
| Хорватія           | - 3 березня 2022 року уряд Хорватії схвалив термінову гуманітарну допомогу Молдові в розмірі 1,8 млн кун (близько 265 тис. доларів) для українських біженців. Ця допомога містить електроагрегатори, намети, ковдри та маски. - 17 березня 2022 Хорватська медична палата пожертвувала 300 тис. кун гуманітарної допомоги на закупівлю медичних виробів та обладнання для українців і лікарів. |
| Чехія              | - 1,5 млрд крон (66 млн доларів) на забезпечення українських біженців житлом, їжею та засобами гігієни. - 300 млн крон (13,2 млн доларів) на гуманітарну допомогу для цивільного населення України. |
| Швейцарія          | - Близько 35 тонн екстреної допомоги, включно з медичним обладнанням та наметами надіслані в Київ для допомоги постраждалим від війни (7 березня 2022). - Загалом було виділено 100 млн швейцарських франків (~$106.2 млн) на гуманітарну допомогу (10 серпня 2022). - Загалом близько 3500 тонн допомоги, включно з медичним обладнанням (10 серпня 2022). - 2 листопада уряд Швейцарії вирішив надіслати Україні додаткові SFr 100 млн (~$106.2 млн) для підготовки до зими 22/23 під назвою «Aktionsplan Winterhilfe». Пріоритетом виділення грошей буде енергопостачання України. - До 22 лютого 2023 року, уряд Швейцарії пожертвував загалом SFr 1.3 мільярд (~US$1.378 мільярд) допомагати українцям (1.03 мільярд для українських біженців у Швейцарії і 270 млн в Україні). |
| Швеція             | 27 лютого 2022 року було спрямовано 100 млн шведських крон на гуманітарну допомогу в Україні, серед яких: - 50 млн ШК для Управління Верховного комісара ООН у справах біженців. - 30 млн ШК для гуманітарного земельного фонду ООН. - 20 млн ШК для Міжнародного комітету Червоного Хреста. |
| Японія             | - 4 вересня 2014 року Японія надіслала Україні гуманітарну допомогу для кардіологічних лікарень на суму 2,6 мільйона гривень. - Надано намети, зимовий одяг, харчові продукти, туалетні приналежності, камери й електрогенератори (4 березня 2022 року) |

## Внесок міжнародних організацій
| Організація   | Внесок |
| ------------- | --- |
| ЄС            | - Летальна зброя на суму 450 млн євро (27 лютого 2022). - Нелетальна зброя на суму 50 млн євро (27 лютого 2022). - 500 млн євро гуманітарної допомоги (1 березня 2022). - Надання засобів для супутникової розвідки, зокрема через Європейський супутниковий центр, у рамках резолюції від 1 березня 2022 року щодо російської агресії проти України. |
| МВФ           | - Позика 350 млн доларів США. - Позика 140 млн доларів США (фінансована Швецією й Нідерландами). - Пожертвування 134 млн доларів США (фінансовано Великобританією, Данією та іншими країнами). - Пожертвування 100 млн доларів США (фінансовано Японією).                                                                                             |
| ООН           | - Офіс ООН з координації гуманітарних питань надав 1,7 млрд доларів США для врегулювання міграційної кризи біженців унаслідок російсько-української війни, з яких 1,1 млрд доларів призначені для гуманітарної допомоги Україні. Додатково для цього ООН планує надати ще 1,5 млрд доларів.                                                           |
| Світовий банк | - Затверджено допомогу в розмірі 1,4 млрд доларів у березні 2022 року. |

## Внесок іноземних компаній
| Компанія       | Внесок |
| -------------- | --- |
| Airbnb         | Допомога із розміщенням 100 000 біженців, які вимушені залишити Україну |
| DST Global     | - Пожертва в розмірі 3 млн доларів США у рамках збору коштів Міли Куніс та Ештона Кучера. |
| Lego           | - Передано 110 млн данських крон на гуманітарну допомогу через Червоний Хрест, Save the Children та ЮНІСЕФ. |
| Meta Platforms | - Виділено 15 млн доларів на підтримку гуманітарних зусиль в Україні та сусідніх країнах. |
| Microsoft      | - Розгорнута діяльність щодо виявлення та знешкодження цільового зловмисного програмного забезпечення, яке використовується проти української влади, що привело Центр розвідки загроз у стан підвищеної готовності до атак. |
| Paramount      | - Боб Бакіш, президент і генеральний директор компанії, зазначив, що 1 млн доларів США буде спрямовано на підтримку гуманітарної допомоги Україні.                                                                          |
| Skims          | - Бренд Кім Кардаш'ян зробив пожертву World Central Kitchen на чолі з шефом Хосе Андресом, що готує їжу на кордоні Польщі й України для українських біженців.                                                               |

## Інша допомога
- Національний банк України повідомляє, що станом на 15 березня 2022 року громадяни всього світу надіслали майже 11,8 млрд грн на спеціальні рахунок для збору коштів на потреби військових.[263] Кошти надходили як від громадян та підприємств в Україні, так і від міжнародної спільноти (зокрема з Канади, Швеції, США, Китаю, Великої Британії, Польщі, Німеччини, Чехії, Фінляндії, Франції та ще багатьох країн світу).[264] Також було отримано понад 21 млн доларів у криптовалюті.[265]
- Українці за допомогою «Єпідтримки» з 24 по 28 лютого 2022 року надіслали армії 1,5 млрд гривень.[266]
- Громадяни Японії надіслали пожертву в сумі на 35 млн доларів.[267]
- Громадяни Південної Кореї пожертвували 3 млн доларів безпосередньо посольству України в Сеулі.[268]
  - KOMCA (Корейська асоціація авторських прав на музику)[en] пожертвувала 70 млн вон (близько 61000 доларів) на допомогу українським музикантам й артистам, які стали біженцями, а також тим артистам, яким довелося залишитися в Україні, щоб воювати проти російської навали.[269]
  - Південнокорейські «військові виродки» («밀덕») пожертвували своє військове обладнання безпосередньо Посольству України в Сеулі, включно з: куленепробивним шоломами, бронежилетами, військовими ковдрами, кровоспинними джгутами, сумками з боєприпасами, аптечками й наколінниками тощо.[270][271]
  - Різні благодійні та неурядові організації, такі як Повернись живим, Корейська асоціація допомоги у разі стихійного лиха Hope Bridge, сеульська організація Good Neighbours International, ЮНІСЕФ, Save the Children тощо також підтвердили, що отримали значні пожертви від громадян Південної Кореї.[272][273]
- Багато користувачів Airbnb в усьому світі забронювали тисячі квартир в Україні без їхнього фізичного відвідування.[274] Це зроблено задля того, щоб фінансово підтримати жителів країни, які постраждали від війни.[275] Станом на 12 березня 2022 року житло було заброньоване на суму 15 млн доларів.[276]
- Алі Нікнам, генеральний директор міжнародної фінансової компанії Bunq[en], що базується в Амстердамі, заявив про створення спеціалізованого фонду для підтримки українських біженців, який спрмований на те, щоб допомогти їм потрапити до Нідерландів за висококваліфікованою міграційною візою.[277]
- У Великій Британії Disasters Emergency Committee[en], що складається з 15 британських благодійних організацій, 4 березня 2022 року розмістив публічний заклик щодо надання гуманітарної допомоги Україні. За перший день вдалося зібрати 55 млн фунтів стерлінгів (72,5 млн доларів США).[278]
  - Особисту пожертву українським біженцям, сума якої не розголошується, зробила й Британська королівська сім'я.[278][279]
- У Німеччині було пожертвовано 217 мільйонів євро (станом на 9 березня 2022) через три компанії зі збору коштів: Aktion Deutschland Hilft[en] Bündnis Entwicklung Hilft та Aktionsbündnis Katastrophenhilfe.[280]
- 8 березня суспільний мовник Словенії «RTV Словенія» організував благодійний концерт для допомоги біженцям з України,[281] під час якого було зібрано майже 850 тис. євро.[282]
- Данська королівська сім'я надіслала 1 млн данських крон (приблизно 147,4 тис. доларів США) для жертв війни в Україні.[283][284]
- Папа Римський Франциск пожертвував власні кошти на придбання карети швидкої допомоги для України.[165]
- Українська Православна Церква отримала гуманітарну допомогу від вірян Польщі та Чехії, а також 6 вантажівок і 2 буси гуманітарної допомоги від Румунської Православної Церкви.[285]
- Філія Союзу українців Румунії (СУР) передала Україні понад 700 тонн гуманітарної допомоги.[286]
- Камбоджа навчає українських саперів розминуванню[287].

## Допомога знаменитостей
- Численні корейські знаменитості зробили пожертви Україні. Лі Йон-е[en] та Хан Цзі-мін[en] кожна пожертвували по 100 млн вон (приблизно 87000 доларів США).[288][289] Пожертви різного розміру зробили корейські політики, а також такі відомі особистості як Нарша[en], Ян Тон Кин, U-KISS[en], Ім Сі Ван, Кім Ин-хі[en], Чан Хан-джун[en].[290][291][292][293]
- Хіросі Мікітані, засновник Rakuten, пообіцяв пожертвувати 1 млрд єн (8,7 млн доларів) на допомогу жертвам війни шляхом надання коштів для гуманітарної допомоги в Україні (27 лютого 2022).[294][295]
- Співзасновник Netflix Рід Гастінгс оголосив про пожертвування 1 млн доларів українській неурядовій організації «Разом».[296][297]
- Супермодель Белла Хадід повідомила, що перерахувала частину зароблених коштів на тижні моди в Мілані українським гуманітарним організаціям.[298][299] До Хадід приєдналася і її сестра Джіджі.[300]
- Блейк Лайвлі разом з Раяном Рейнольдсом пожертвували 1 млн доларів УВКБ ООН для українських біженців.[301][302] Також пожертву даній організації зробила й акторка Дженніфер Еністон.[303]
- Міла Куніс та Ештон Кучер організували збір коштів з ціллю зібрати 30 млн доларів для допомоги України, а також самостійно перерахували 3 млн доларів США.[256][304] Станом на 17 березня 2022 року до збору приєдналося більше 2000 людей, серед яких, зокрема:

- Ларрі Еллісон (5 млн дол.)
- Рон Конвей[en] (2,5 млн дол.)
- Юлія та Юрій Мільнери (2 млн дол.)
- Пол Грем та Джесіка Лівінгстон[en] (~558 тис. дол.)
- Андреа та Джефф Ралстон[en] (500 тис. дол.)
- Джошуа Кушнер[en] та Карлі Клосс (250 тис. дол.)
- Тофер і Слоан Конвей (200 тис. дол.)
- Різ Візерспун (100 тис. дол.)
- Ґай Озері[en] й Мішель Алвес[en] (100 тис. дол.)
- Джинні Карсон (100 тис. дол.)
- Гері Вайнерчук (49 тис. дол.)
- Клейтон Кершоу[en] (25 тис. дол.)
- Сем Гарріс (25 тис. дол.)
- Емі Шумер (10 тис. дол.)
- Марк Беніофф[en] (10 тис. дол.)
- Роберт й Елізабет Олсен (9 тис. дол.) та багато інших.[53]

- Українська співачка Джамала виконала свою пісню «1944», з якою перемогла на Євробаченні 2016, на національному відборі Німеччині, де їй вдалося зібрати 67 млн євро на підтримку ЗСУ.[305] З аналогічною метою співачка виступила також у Румунії та Литві.[306][307]
- Нідерландський ді-джей Армін ван Бюрен виступив у Бухаресті на підтримку України, пожертвував гроші з продажу квитків, а також відкрив збір коштів для країни.[308]
- Британська акторка Емілія Кларк зробила пожертву організації, що займається українськими біженцями. Акторка також підтримала ініціативу художника Чарлі Маккесі, який створив футболки з українською символікою, гроші від продажів теж будуть передані на забезпечення потреб біженців.[309]
- Американський режисер та продюсер українсько-єврейського походження Стівен Спілберг разом із дружиною, акторкою Кейт Кепшоу, пожертвували 1 млн доларів декільком організаціям для гуманітарної допомоги Україні.[310]
- Гурт Metallica виділив 100 тис. дол на допомогу українським біженцям.[311]
- Авторка Гаррі Поттера Джоан Роулінг пожертвувала 1 фунтів стерлінгів (більше 1,3 млн доларів США) із власного благодійного фонду для допомоги дітям України, що постраждали від російської агресії.[312]
- Британський співак Стінг зі своєю дружиною надіслали Help Ukraine.center у Польщі фінансову та гуманітарну (теплий одяг, речі, їжа, медикаменти тощо) допомогу.[313]
- SVT, шведська телекомпанія, передала гроші від голосування в фіналі Melodifestivalen 2022 благодійній організації Radiohjälpen[sv] для України. Усього глядачі перерахували майже 1,4 млн шведських крон (близько 150 тис. доларів).[314]
- Учасники музичного гурту Massive Attack створили плакати, кошти від продажу яких ідуть на підтримку України.[315]
- Кетрін Винник, канадська акторка українського походження, створила фонд допомоги Україні, а також допомагає українським біженцям у Канаді з пошуком житла й речей першої необхідності.[316]
- Благодійна організація актора Шона Пенна CORE допомагатиме українським біженцям, які прибувають до Польщі. Актор підписав з мером Кракова Яцеком Майхровським угоду про допомогу, відповідно до якої організація надаватиме адміністративну й матеріальну підтримку, а також створить у Кракові благодійний центр для біженців.[317][318][318]
- Орландо Блум 24 березня приїхав до Молдови, щоб допомогти українським біженцям разом з ЮНІСЕФ.[319]
- Російський репер Oxxxymiron провів серію концертів, гроші від яких спрямовані українським біженцям.[320] У Стамбулі вдалося зібрати 30 тис. доларів.[321] На концерті в Лондоні 24 березня було зібрано 75 тис. доларів.[322]

## Хронологія
Лютий
27 лютого Румунія оголосила про прийом поранених українців до 11 військових госпіталів країни. 28 лютого Європейський Союз виділив перший транш у розмірі 500 млн євро з Європейського фонду миру (EPF) на поставку озброєння Україні.
Березень
6 березня зʼявилася інформація про лікування у Польщі та Німеччині. 12 березня був виділений 5-й (1-й з початку повномасштабного вторгнення) пакет військової допомоги Україні від США у розмірі 200 млн доларів. 16 березня був виділений 6-й пакет військової допомоги від США у розмірі 600 млн доларів. 23 березня ЄС виділив другий транш військової допомоги у розмірі 500 млн євро.
Квітень
13 квітня був виділений 7-й пакет військової допомоги від США у розмірі 800 млн доларів, та третій транш військової допомоги від ЄС розміром 500 млн євро. 17 квітня стало відомо про ремонт української військової техніки на підприємствах Словаччини, 19 квітня — Чехії. 19 квітня Польща оголосила про готовність прийняти 10 000 поранених українських військових. Також 19 квітня Румунія змінила законодавство щоб передати озброєння із резервів деяких установ системи національної оборони. 21 квітня стало відомо про 8-й пакет військової підтримки від США розміром 800 млн доларів. 26 квітня відбулася зустріч голів оборонних відомств понад 40 держав, присвячена військовій допомозі Україні на авіабазі Рамштайн.
Травень
2 травня стало відомо про лікування українських військових в Естонії. 4 травня парламент Болгарії ухвалив рішення щодо ремонту української бойової техніки на своїх заводах. 6 травня стало відомо про 9-й пакет військової підтримки Україні у розмірі 150 млн доларів. 9 травня президент США Джо Байден підписав закон про ленд-ліз для оборони демократії Україною від 2022 року. 11 травня почалися тренування Українських військових у Німеччині. 19 травня був схвалений 10-й пакет військової підтримки України у розмірі 100 млн доларів. 23 травня стало відомо про відправлення з Колумбії команди саперів для розмінування звільнених територій. 23 травня відбулася друга зустріч голів оборонних відомств, присвячена військовій допомозі Україні на авіабазі Рамштайн. 24 травня міністр оборони Литви повідомив про прийом українських військових на реабілітацію. 24 травня ЄС виділив четвертий транш військової допомоги у розмірі 500 млн євро.
Червень
1 червня США оголосили про 11-й пакет військової підтримки Україні у розмірі 700 млн доларів.15 червня відбулася третя зустріч присвячена допомозі Україні на авіабазі Раммштайн, і був оголошений 12-й пакет військової допомоги у розмірі 1 млрд доларів. 23 червня конгресмени США внесли законопроєкт про підготовку українських льотчиків та оголосили про 13-й пакет військової допомоги Україні у розмірі 450 млн доларів.
Липень
1 липня був виділений 14-й пакет допомоги від США у розмірі 820 млн доларів. 5 липня Міністр оборони Великої Британії Бен Уоллес повідомив, що перша ротація українських військовослужбовців прибула в країну і незабаром розпочне військові навчання. 8 липня стало відомо про 15-й пакет допомоги від США у розмірі 400 млн доларів. 18 липня був виділений пʼятий транш військової допомоги від ЄС у розмірі 500 млн євро. 19 липня стало відомо що нацгвардія Нью-Йорка тренуватиме військових України у Німеччині. 20 липня була анонсована четверта зустріч, знаніша як «формат Рамштайн». 22 липня було озвучено деталі 16-го пакету військової допомоги від США розміром 270 млн доларів. 27 липня стало відомо про те що Швейцарія навчатиме українських саперів — Женевський міжнародний центр гуманітарного розмінування прийматиме на навчання саперів з України.
Серпень
1 серпня стало відомо про передачу Великою Британією двох протимінних кораблів та навчання українських екіпажів. Також 1 серпня президент США Джо Байден підписав 17-ий пакет безпекової допомоги Україні вартістю 550 млн доларів.  
| №   | Країна                                                                     | Дата              | Вид допомоги | Вартість допомоги                           |
| --- | -------------------------------------------------------------------------- | ----------------- | --- | ------------------------------------------- |
| 1   | США                                                                        | 29 березня 2014   | 330 000 сухпайків. |                                             |
| 2   | Норвегія                                                                   | 29 червня 2014    | 77 000 сухпайків. |                                             |
| 3   | Франція                                                                    | 7 липня 2014      | 1 000 бронежилетів, набори медичної допомоги . |                                             |
| 4   | США                                                                        | 7 липня 2014      | 2 000 бронежилетів,1 500 наборів медичної допомоги, 1 000 спальних килимків, 3 600 камуфляжних жакетів, 400 коробок марлевих бинтів і 1 000 чохлів на каски. | $23 млн.                                    |
| 5   | Канада                                                                     | 8 серпня 2014     | 32 тон гуманітарної допомоги (шоломи, бронежилети, балістичні окуляри, медичні аптечки, спальні мішки, намети). | 5 млн канадських доларів ($USD4,5 млн.)     |
| 6   | Польща                                                                     | 26 серпня 2014    | 320 тон гуманітарної допомоги (харчові продукти з продовженим терміном придатності, матраци, ковдри та постіль). |                                             |
| 7   | Литва                                                                      | 2 вересня 2014    | 6 тон гуманітарної допомоги (4600 сухих пайків, хірургічні халати, медикаменти та медичне обладнання). |                                             |
| 8   | Японія                                                                     | 4 вересня 2014    | Медикаменти. | ₴2,6 млн.                                   |
| 9   | Німеччина                                                                  | 10 жовтня 2014    | Мобільні будиночки, польові кухні, радіатори, електрогенератори, баки для пального і води, зимовий одяг, ковдри, спальники і гігієнічні набори. | €12 млн.                                    |
| 10  | Данія                                                                      | 14 жовтня 2014    | 15 авіаційних GPS-навігаторів. |                                             |
| 11  | США                                                                        | 22 листопада 2014 | Нелетальна зброя (в тому числі мінометні радари). | $118 млн.                                   |
| 12  | Данія                                                                      | 27 листопада 2014 | 2 фури медичного обладнання. |                                             |
| 13  | Канада                                                                     | 28 листопада 2014 | 30 000 зимових курток, 30 000 пар штанів, 70 000 пар берців, 4 500 тисяч пар рукавичок. | 11 млн канадських доларів                   |
| 14  | Польща                                                                     | 14 грудня 2014    | 380 бинтів, 340 джгутів. | ₴560 тис.                                   |
| 15  | Словаччина                                                                 | 16 грудня 2014    | Електрогенератори і комплекси освітлення, медичні матеріали. | €380 тис.                                   |
| 16  | Велика Британія                                                            | 18 грудня 2014    | Зимова форма та медикаменти . |                                             |
| 17  | США                                                                        | 20 грудня 2014    | 35 броньованих позашляховиків «Volkswagen Amarok» і «Toyota Land Cruiser 200», а також 2300 комплектів уніформи.. |                                             |
| 18  | Польща                                                                     | 22 грудня 2014    | 255 тон гуманітарної допомоги (сухпайки, балаклави, військові рюкзаки, фуфайки з довгими рукавами, рукавиці, рушники, черевики польові, сумки для спорядження). | €3,5 млн.                                   |
| 19  | Угорщина                                                                   | 22 грудня 2014    | Медичні захисні окуляри, халати, одноразові гумові рукавички, ковдри, харчові продукти, а також медичні засоби: набори для крапельниць, шприци, пакети для забору сечі, катетери та допоміжні розхідники. |                                             |
| 20  | Чехія                                                                      | 3 січня 2015      | 10 тисяч одиниць зимового обмундирування, в тому числі 2 тисячі шинелей, 800 пар зимових чобіт і 3 тисячі шапок-вушанок. |                                             |
| 21  | Литва                                                                      | 5 січня 2015      | Елементи озброєння. | 50 млн літів ($17,8 млн.)                   |
| 22  | Німеччина                                                                  | 16 січня 2015     | Медичне обладнання. | €100 тис.                                   |
| 23  | Австралія                                                                  | 18 січня 2015     | Зимове взуття, зимові шапки та шарфи. | 2,68 млн австралійських доларів ($2,3 млн.) |
| 24  | Німеччина Франція Словенія Фінляндія Естонія Латвія Данія Хорватія Австрія | 27 січня 2015     | 85 тон гуманітарної допомоги (намети, ковдри, спальні мішки, теплий одяг, будівельна плівка для вікон і дахів, а також термобілизна, генератори). | ₴300 млн.                                   |
| 25  | Литва                                                                      | 5 лютого 2015     | Елементи озброєння. |                                             |
| 26  | Німеччина                                                                  | 17 лютого 2015    | 50 міношукачів. | €100 тис.                                   |
| 27  | Велика Британія                                                            | 6 березня 2015    | 2000 шоломів марки 6, 150 шоломів з вмонтованими приладами нічного бачення, 200 GPS-навігаторів, 220 захищених ноутбуків, 1000 пакетів першої медичної допомоги . | ₤800 тис ($1,3 млн.)                        |
| 28  | США                                                                        | 25 березня 2015   | 20 бронеавтомобілів HMMWV. |                                             |
| 29  | Чехія                                                                      | 25 березня 2015   | Спорядження, черевики з високими берцями, зимовий одяг, рюкзаки, намети. |                                             |
| 30  | США                                                                        | 30 березня 2015   | 10 бронеавтомобілів HMMWV. |                                             |
| 31  | США                                                                        | 1 квітня 2015     | 17 броньованих автомобілів Ford Ranger. |                                             |
| 32  | Європейський Союз                                                          | 15 червня 2015    | 142 позашляховика, 51 мікроавтобус, 142 тепловізора і 36 захищених ноутбуків. | €7 млн.                                     |
| 33  | США                                                                        | 19 червня 2015    | 5 катерів «Willard» Sea Force 730 та Sea Force 11M для ВМС України. |                                             |
| 34  | США                                                                        | 18 липня 2015     | 100 бронеавтомобілів HMMWV. |                                             |
| 35  | США                                                                        | серпень 2016      | 1084 (+1416) од. приладів нічного бачення AN/PVS-14. |                                             |
| 36  | США                                                                        | 27 серпня 2016    | 5 автомобілів швидкої допомоги HMMWV M997A2. |                                             |
| 37  | Литва                                                                      | 2 вересня 2016    | 150 тонн боєприпасів для АК-47. |                                             |
| 38  | США                                                                        | 6 грудня 2017     | 40 автомобілів швидкої допомоги HMMWV M997A2. |                                             |
| 39  | США                                                                        | квітень 2018      | 210 протитанкових ракет Javelin та 37 пускових установок. | $47 млн.                                    |
| 40  | США                                                                        | серпень 2018      | 2 контрбатарейні РЛС.. |                                             |
| 41  | США                                                                        | січень 2021       | 20 бронеавтомобілів HMMWV. |                                             |
| 42  | Латвія                                                                     | січень 2021       | 7 санітарних автомобілів Land Rover Defender. |                                             |
| 43  | США                                                                        | лютий 2021        | 84 жорстко-корпусні надувні човни типу RHIB та RIB. |                                             |
| 44  | США                                                                        | березень 2021     | 35 бронеавтомобілів HMMWV. |                                             |
| 45  | США                                                                        | жовтень 2021      | боєприпаси, індивідуальні аптечки, засоби РЛС, інше озброєння та обладнання (20 поз.). |                                             |
| 46  | США                                                                        | жовтень 2021      | медзасоби, озброєння, боєприпаси. |                                             |
| 47  | США                                                                        | жовтень 2021      | 180 протитанкових ракет FGM-148 Javelin та 30 пускових установок. |                                             |
| 48  | Велика Британія                                                            | жовтень 2021      | 20 колійних протимінних тралів SPARK. |                                             |
| 49  | США                                                                        | листопад 2021     | боєприпаси. |                                             |
| 50  | США                                                                        | листопад 2021     | 2 катери типу Island. |                                             |
| 51  | Литва                                                                      | грудень 2021      | 490 бронежилетів та інше спорядження. |                                             |
| 52  | Велика Британія                                                            | 17-19 січня 2022  | 2000 ПТРК NLAW. |                                             |
| 53  | США                                                                        | 22 січня 2022     | 90 т летальної зброї (ракети FGM-148 Javelin, M141 Bunker Defeat Munition (SMAW-D)). |                                             |
| 54  | США                                                                        | 23 січня 2022     | 80 т летальної зброї та боєприпасів. |                                             |
| 55  | США                                                                        | 25 січня 2022     | 79 т летальної зброї та боєприпасів (у тому числі 300 ракет FGM-148 Javelin, 200 M141 Bunker Defeat Munition (SMAW-D)). |                                             |
| 56  | Велика Британія                                                            | 26 січня 2022     | ПТРК NLAW, обладнання та інше спорядження. |                                             |
| 57  | США                                                                        | 28 січня 2022     | 81 т боєприпасів та 40-мм автоматичні гранатомети Mk 19. |                                             |
| 58  | США                                                                        | 31 січня 2022     | 84 т боєприпасів. |                                             |
| 59  | Польща                                                                     | 31 січня 2022     | ПЗРК “Перун” (ПЗРК “Piorun”), боєприпаси та безпілотні літальні апарати різного типу. |                                             |
| 60  | США                                                                        | 1 лютого 2022     | 84 т боєприпасів. |                                             |
| 61  | США                                                                        | 3 лютого 2022     | 85 т 40-мм пострілів до автоматичних гранатометів. |                                             |
| 62  | Канада                                                                     | 4 лютого 2022     | засоби індивідуального захисту та перенесення вантажів, розвідувальне обладнання, засоби ведення спостереження. |                                             |
| 63  | США                                                                        | 5 лютого 2022     | 86 т боєприпасів. |                                             |
| 64  | Велика Британія                                                            | 5 лютого 2022     | летальна зброя. |                                             |
| 65  | США                                                                        | 6 лютого 2022     | озброєння. |                                             |
| 66  | Велика Британія                                                            | 6 лютого 2022     | озброєння. |                                             |
| 67  | Естонія                                                                    | 8 лютого 2022     | мобільний польовий шпиталь Role 2. |                                             |
| 68  | Велика Британія                                                            | 9 лютого 2022     | засоби індивідуального захисту для бійців територіальної оборони ЗСУ . |                                             |
| 69  | США                                                                        | 9 лютого 2022     | понад 160 т боєприпасів. |                                             |
| 70  | США                                                                        | 10 лютого 2022    | ракети FGM-148 Javelin, постріли гранатометів та інші оборонне озброєння загальною вагою 130 тон. |                                             |
| 71  | США                                                                        | 11 лютого 2022    | 90 т летальної зброї (ракети FGM-148 Javelin тощо). |                                             |
| 72  | Литва                                                                      | 12 лютого 2022    | озброєння та амуніція. |                                             |
| 73  | США                                                                        | 13 лютого 2022    | близько 180 т боєприпасів. |                                             |
| 74  | Литва                                                                      | 13 лютого 2022    | FIM-92 Stinger, HMMWV, бронежилети. |                                             |
| 75  | Велика Британія                                                            | 17 лютого 2022    | озброєння та амуніція. |                                             |
| 76  | Естонія                                                                    | 18 лютого 2022    | ракети FGM-148 Javelin; загалом (разом з партією від 3 березня) близько 120 ПТКР |                                             |
| 77  | Канада                                                                     | 19 лютого 2022    | снайперські гвинтівки, автоматичні гвинтівки, кулемети з оптичними засобами прицілювання, пістолети, прилади нічного бачення, спостереження та військове спорядження. |                                             |
| 78  | Канада                                                                     | 23 лютого 2022    | летальна зброя. |                                             |
| 79  | Латвія                                                                     | 23 лютого 2022    | FIM-92 Stinger. |                                             |
| 80  | Польща                                                                     | 25 лютого 2022    | 100 од. 60-мм мінометів, 8 БПЛА, 42 тис. кевларових шоломів, боєприпаси, анонсована поставка ПТРК Джавелін та 10 тис автоматів Грот. |                                             |
| 81  | Німеччина                                                                  | 26 лютого 2022    | 1000 одиниць протитанкової зброї (Panzerfaust 3) та 500 FIM-92 Stinger, 2700 одиниць ПЗРК Стріла. |                                             |
| 82  | Швеція                                                                     | 27 лютого 2022    | 5 тисяч РПГ AT4 (Pansarskott 86), 5 тисяч бронежилетів, 5 тисяч шоломів, 135 тисяч сухпайків тощо | 400 млн. шведських крон                     |
| 83  | Хорватія                                                                   | 28 лютого 2022    | Автомати, кулемети та захисне спорядження, достатніх для оснащення 4-х бригад. | 124 млн. хорватських кун ($16,5 млн.)       |
| 84  | Польща Словаччина Болгарія                                                 | 1 березня 2022    | 70 літаків Міг-29 та Су-25. Пізніше поставка була скасована. |                                             |
| 85  | Естонія                                                                    | 2 березня 2022    | ракети FGM-148 Javelin (разом з партією від 18 лютого близько 120 ПТКР), зенітні боєприпаси (23-мм постріли), інші боєприпаси, 25 тис. сухпайків, медичне обладнання, особисте спорядження. | >€200 млн.                                  |
| 86  | Австралія                                                                  | 2 березня 2022    | 1-й пакет допомоги. Федеральний уряд Австрії надасть Україні пальне, шоломи, бронежилети та відправить гуманітарні вантажі. | €15 млн.                                    |
| 87  | Японія                                                                     | 9 березня 2022    | бронежилети, шоломи тощо. |                                             |
| 88  | США                                                                        | 9 березня 2022    | 1-й пакет допомоги: ПТРК Javelin, ПЗРК Stinger, 105-мм міномети, також, можливо, гранатомети M203, бронежилети, снайперські гвинтівки та лазерні далекоміри. | $3,5 млрд.                                  |
| 89  | Швеція                                                                     | 11 березня 2022   | Захисне спорядження, дрони та біноклі. |                                             |
| 90  | Велика Британія                                                            | 16 березня 2022   | Новітні ПЗРК Starstreak, станом на 16 березня поставки вже відбуваються. |                                             |
| 91  | Словаччина                                                                 | 16 березня 2022   | Попередня згода щодо поставок ЗРК С-300. |                                             |
| 92  | США                                                                        | 16 березня 2022   | 2-й пакет допомоги: ЗРК Оса та С-300, ПЗРК Стріла-3. |                                             |
| 93  | США                                                                        | 16 березня 2022   | 3-й пакет допомоги: 2 000 Джавелін, 1 000 од. легкої протитанкової зброї, 6 000 РПГ АТ4, 800 Стінгер, 100 БПЛА-камікадзе Switchblade, 100 гранатометів, 5 000 гвинтівок, 1 000 пістолетів, 400 кулеметів, 400 дробовиків, 20 млн од. боєприпасів, 25 000 бронежилетів, 25 000 шоломів. Перші вантажі цього пакету прибули 23 березня. | $800 млн.                                   |
| 94  | США                                                                        | 19 березня 2022   | Приватна компанія — виробник стрілецької зброї KelTec, з власної ініціативи безкоштовно відправить до України 400 одиниць вогнепальної зброї, в майбутньому плануються щотижневі поставки. |                                             |
| 95  | Швеція                                                                     | 23 березня 2022   | 5 000 одиниць протитанкової зброї, обладнання для розмінування. |                                             |
| 96  | Німеччина                                                                  | 23 березня 2022   | 2000 гранатометів Panzerfaust 3. |                                             |
| 97  | Велика Британія                                                            | 24 березня 2022   | Анонсована поставка 6 000 ракет (протитанкових) (що доведе чисельність протитанкових ракет поставлених урядом Сполученого Королівства до 10 000 одиниць) та ₤25 млн фінансової допомоги для потреб ЗСУ. |                                             |
| 98  | Франція                                                                    | 28 березня 2022   | 1-ша партія пожежної та рятувальної техніки для ДСНС з Франції. Українські рятувальники отримали 27 вантажівок та 50 тонн обладнання. |                                             |
| 99  | США                                                                        | 2 квітня 2022     | 4-й пакет допомоги: - Ракетні системи з лазерним наведенням - Тактичні безпілотні літальні системи (дрони-камікадзе) Switchblade - БПЛА Puma - Системи протидії безпілотним літальним апаратам - Броньовані високомобільні багатоцільові колісні транспортні засоби - Боєприпаси малого і великого калібрів - Прилади нічного бачення, тепловізори та оптика - Тактичні захищені системи зв’язку - Комерційні послуги супутникової зйомки - Медичне обладнання, польове обладнання та запасні частини Сполучені Штати виділили Україні понад 1,6 мільярда доларів США на безпеку з моменту повномасштабного вторгнення Росії.. | $300 млн.                                   |
| 100 | Естонія                                                                    | 5 квітня 2022     | Протитанкові міни, безвідкатні протитанкові гармати, піхотна зброя, одноразові гранатомети, ручні гранатомети й протитанкові ракети (ймовірно, до комплексів «Javelin»), причіпні гаубиці калібру 122-мм Д-30, шоломи, балістичні жилети, засоби зв’язку, дрони, прилади нічного бачення, лазерні далекоміри, обладнання та захисний одяг від хімічних атак. | €220 млн.                                   |
| 101 | США                                                                        | 6 квітня 2022     | 5-й пакет допомоги. Сполучені Штати виділяють Україні додаткові 100 мільйонів доларів на засоби знешкодження російської бронетехніки. | $100 млн.                                   |
| 102 | Канада                                                                     | 13 квітня 2022    | Уряд Канади проанонсував допомогу у 500 мільйонів доларів для України. Йдеться про військове устаткування та броньовані машини Senator. | $500 млн.                                   |
| 103 | США                                                                        | 13 квітня 2022    | 6-й пакет допомоги: 11 вертольотів Мі-8/Мі-17 радянського виробництва, 18 гаубиць M777А1/2 і 40 тисяч боєприпасів до них, 10 РЛС протиартилерійської боротьби AN/TPQ-36, 2 РЛС повітряного спостереження AN/MPQ-64 Sentinel, 200 американських бронетранспортерів М113, 500 ракет для американських сучасних переносних протитанкових ракетних комплексів Javelin та тисячі інших протитанкових систем, 300 баружуючих дронів Switchblade, 100 броньованих HMMWV, хімічні, біологічні, радіологічні, ядерні засоби захисту, медичне устаткування, 30 000 бронежилетів і шоломів, більше 2 000 оптичних та лазерних далекомірів, вибухівку С4, протипіхотні мини M18A1 Claymore в конфігуріції не забороненою Оттавською конвенцією. | $800 млн.                                   |
| 104 | Данія                                                                      | 21 квітня 2022    | Військова допомога Україні на 600 мільйонів данських крон (90 млн доларів США) на зброю. Це підвищує загальний військовий внесок Данії до понад 1 млрд данських крон. Також Данія погодилася очолити процес повоєнного відновлення міста Миколаїв. | 600 млн. данських крон ($90 млн.)           |
| 105 | США                                                                        | 21 квітня 2022    | 7-й пакет допомоги: 72 гаубиці M777А1/2 та 144 000 боєприпасів до них; 72 тягачі для буксування гаубиць; 121 тактичний безпілотик Phoenix Ghost, польове обладнання та запчастини. | $800 млн.                                   |
| 106 | Франція                                                                    | 22 квітня 2022    | 2-га партія пожежної та рятувальної техніки для ДСНС з Франції. Українські рятувальники отримали 24 автомобілі та 54 тонни техніки. Все зібрали місцеві ініціативи Франції. |                                             |
| 107 | Німеччина                                                                  | 24 квітня 2022    | Список озброєнь на поставку Україні, містить транспортні засоби (повнопривідні автомобілі, броньовані вантажівки та автобуси, і майже 100 важких тягачів MAN HX81), особисте спорядження, датчики та засоби розвідки, боєприпаси, матеріально-технічне забезпечення, стрілецьку зброю та інше обладнання. | €307 млн.                                   |
| 108 | США                                                                        | 25 квітня 2022    | 8-й пакет допомоги. Фінансова допомога для ЗСУ. Загальна суму американської військової допомоги Україні 3,7 мільярда доларів з моменту широкомасштабного вторгнення російських загарбників. | ~$322 млн.                                  |
| 109 | США                                                                        | 28 квітня 2022    | Американський концерн General Motors подарував Міністерству інфраструктури України 50 позашляховиків Chevrolet Tahoe, які мають допомагати у гуманітарних справах. Зокрема, великі позашляховики допомагатимуть розвозити гуманітарну допомогу по Україні. Крім цього, General Motors пожертвувала 250 тис. дол. на підтримку гуманітарної допомоги в регіоні, а працівники компанії зібрали ще 50 тис. дол. Також GM Canada передала 20 тис. дол. низці некомерційних організацій на гуманітарні потреби. |                                             |
| 110 | Польща                                                                     | 29 квітня 2022    | Анонсована поставка техніки: понад 200 одиниць Т-72, кілька десятків БМП, 2С1 «Гвоздика», БМ-21 «Град», ракети класу «повітря-повітря» для літаків МіГ-29 і Су-27, дрони виробництва польської компанії WB Electonics, Piorun, велику кількість боєприпасів. | 7 млрд. злотих (1,5 млрд євро)              |
| 111 | Велика Британія                                                            | 3 травня 2022     | Прем'єр-міністр Великої Британії Борис Джонсон 3 травня виступив у режимі онлайн перед Верховною Радою та пообіцяв нову допомогу, зокрема протикорабельні ракетні системи, броньовані машини, радари для визначення артилерії, дрони і гуманітарну допомогу. | 300 млн фунтів стерлінгів                   |
| 112 | США                                                                        | 6 травня 2022     | 9-й пакет допомоги: - 25 тисяч 155-мм артилерійських снарядів; - 3 рухомі РЛС контрбатарейної боротьби AN/TPQ-36; - засоби радіоелектронної боротьби; - польове обладнання та запасні частини. За даними Пентагону, за президентства Байдена Сполучені Штати виділили Україні близько 4,5 мільярда доларів безпекової допомоги, у тому числі приблизно 3,8 мільярда доларів з початку російського повномасштабного вторгнення в Україну 24 лютого. | $150 млн.                                   |
| 113 | Велика Британія                                                            | 8 травня 2022     | Уряд Великої Британії взяв на себе нове зобов'язання у наданні військової допомоги напередодні відеодзвінка лідерів «Великої сімки» із президентом Володимиром Зеленським. | 1,3 млрд фунтів стерлінгів ($1,6 млрд.)     |
| 114 | Португалія                                                                 | 8 травня 2022     | Уряд Португалії погодив передачу бронетранспортерів M113, 5 гаубиць калібром 155 мм, засоби зв’язку та інші види легкої зброї. |                                             |
| 115 | США                                                                        | 9 травня 2022     | Міноборони Сполучених Штатів закупить для Збройних Сил України 70-мм ракети APKWS з лазерним наведенням. Зброя та обладнання, які будуть закуплені в американських оборонних компаній, представляють окрему категорію військової допомоги Україні. Ці комерційні поставки доповнюють поставки зброї, які Пентагон постачав зі своїх наявних запасів. | $22,6 млн.                                  |
| 116 | Італія                                                                     | 13 травня 2022    | Міномети, ПЗРК Стінгер, кулемети, боєприпаси, протитанкова зброя та гаубиці FH70 |                                             |
| 117 | Австралія                                                                  | 19 травня 2022    | 20 броньованих автомобілів Bushmaster, 14 бронетранспортерів M113, медичне обладнання, устаткування для радіаційного моніторингу та засоби індивідуального захисту. | $60,9 млн.                                  |
| 118 | США                                                                        | 19 травня 2022    | 10-й пакет додаткових озброєнь та техніки складається з 18 155-міліметрових гаубиць, 18 тактичних транспортних засобів для переміщення гаубиць, трьох контрбатарейних радіолокаційних станцій (РЛС) AN/TPQ-36, польового обладнання та запчастин. Таким чином, загальна військова допомога Україні від США у вигляді зброї та спорядження вже склала приблизно 3,9 мільярда доларів з 24 лютого. | $100 млн.                                   |
| 119 | США                                                                        | 21 травня 2022    | Президент США Джо Байден підписав закон, в якому передбачено виділення 40 млрд доларів допомоги для України до кінця 2022 фінансового року, тобто до 30 вересня. Новий пакет допомоги передбачає спрямування 6 млрд дол. на зброю для України включаючи навчання, обладнання, та підтримку, а також більше 8 млрд дол. – на поповнення військових запасів США, які зменшились через надання зброї Україні. Майже 4 млрд доларів фінансування буде спрямовано на зміцнення сил США в європейському регіоні. Більше 8 млрд дол піде на економічну підтримку України. | $14 млрд.                                   |
| 120 | Данія                                                                      | 23 травня 2022    | За результатами зустрічі Контактної групи щодо України «Рамштайн-2» міністр оборони США Ллойд Остін анонсував, що Данія передасть Україні протикорабельні ракети “Harpoon” та пускові установки для них. |                                             |
| 121 | Чехія                                                                      | 23 травня 2022    | За результатами зустрічі Контактної групи щодо України «Рамштайн-2» міністр оборони США Ллойд Остін анонсував, що Чехія надасть ударні гелікоптери, танки та ракетні системи. 30 травня міністр оборони Чехії Яна Чернохова це підтвердила. За її словами, станом на кінець травня, уряд Чехії вже передав Україні військову допомогу на суму понад 3,5 млрд крон (близько 140 млн євро). Також Міністерство оборони Чехії співпрацює з посольством України у Празі в сфері закупівель озброєнь та військової техніки на гроші, які звичайні громадяни країни пожертвували на допомогу Україні. Тепер[коли?] ця сума становить близько 1,2 млрд крон.                                                                               |                                             |
| 122 | Італія Греція Норвегія Польща                                              | 23 травня 2022    | За результатами зустрічі Контактної групи щодо України «Рамштайн-2» міністр оборони США Ллойд Остін анонсував пожертвування артилерійських систем і боєприпасів. |                                             |
| 123 | США                                                                        | 26 травня 2022    | 4 млн доларів на розмінування України | $4 млн.                                     |
| 124 | Франція                                                                    | 31 травня 2022    | 3-тя партія техніки для ДСНС з Франції. Уряд Франції передав Міністерству внутрішніх справ України шість пожежно-рятувальних автомобілів (пожежні автоцистерни, спеціальна аварійна техніка) і сім авто першої медичної допомоги |                                             |
| 125 | США                                                                        | 1 червня 2022     | 11-й пакет допомоги Україні: РСЗВ HIMARS та ракети до них, п’ять протиартилерійських радарів, дві РЛС виявлення повітряних цілей, 1 тисяча ракет Javelin і 50 пускових установок, 6 тисяч одиниць протитанкової зброї, 15 тисяч 155-мм артилерійських снарядів, чотири вертольоти Мі-17, 15 тактичних автомобілів, запчастини та обладнання. Також у Пентагоні повідомили, що США виділили Україні 4,6 мільярда з початку повномасштабної агресії Росії проти України. | $700 млн.                                   |
| 126 | Німеччина                                                                  | 1 червня 2022     | Канцлер ФРН Олаф Шольц під час виступу у Бундестазі пообіцяв передати системи протиповітряної оборони IRIS-T. Крім того, Німеччина пообіцяла надати радари стеження, які здатні виявити ворожі гаубиці, міномети та реактивну артилерію. Також Шольц сказав, що Берлін направить в Україну реактивні системи залпового вогню у тісній координації із США. 1 червня з'явилась інформація, що Німеччина має намір поставити Україні чотири самохідні пускові установки системи залпового вогню Mars II зі складів Бундесверу. |                                             |
| 127 | Чехія                                                                      | 1 червня 2022     | У посольстві Чеської Республіки повідомили, що Управління державними матеріальними резервами Чехії направило в Україну два тимчасові мости для забезпечення руху цивільного транспорту. Також нагадали, що Управління державними матеріальними резервами Чехії з початку повномасштабного вторгнення Росії допомогло Україні в постачанні харчових продуктів та медичного обладнання на суму 4,8 мільйона євро. |                                             |
| 128 | Швеція                                                                     | 2 червня 2022     | 4-й пакет підтримки включає фінансовий внесок для ЗСУ, протикорабельні ракети, протитанкову зброю, гвинтівки 12,7-мм та боєприпаси. | €95 млн.                                    |
| 129 | Австрія                                                                    | 3 червня 2022     | 2-й пакет допомоги. Екстрені служби Відня передали українським рятувальникам 11 одиниць пожежної та рятувальної техніки, а також 5 реанімобілів. Окрім техніки до України прибуло й чимало іншого обладнання та спорядження. |                                             |
| 130 | США                                                                        | 15 червня 2022    | 12-й пакет допомоги: 18 155-мм гаубиць M777, 36 000 155-мм пострілів, 18 вантажівок для буксирування гаубиць, додаткові ракети до системи M142 HIMARS, 4 ремонтно-евакуаційних машини, запчастини та інше обладнання, 2 наземних комплекси Harpoon, тисячі захищених радіостанцій, тисячі ПНВ, тепловізорів та іншої оптики, фінансування витрат на навчання, обслуговування, утримання, транспортні та адміністративні витрати. | $1 млрд.                                    |
| 130 | США                                                                        | 23 червня 2022    | 13-й пакет допомоги: 4 установки M142 HIMARS, 36 000 105-мм пострілів, 18 од. тактичних вантажівок, 1200 од. автоматичних гранатометів Мк19, 2 000 од. 12,7-мм кулеметів, 18 прибережних та річкових катерів, запчастини та спорядження. | $450 млн.                                   |
| 131 | Швеція                                                                     | 30 червня 2022    | 5-й пакет допомоги: засоби розмінування, протитанкова зброя, кулемети. | 500 млн крон                                |
| 132 | США                                                                        | 1 липня 2022      | 14-й пакет допомоги: додаткові ракети для системи M142 HIMARS, 2 ЗРК NASAMS, до 150 000 одиниць 155-мм боєприпасів, 4 контрбатарейних РЛС. | $820 млн.                                   |
| 133 | США                                                                        | 8 липня 2022      | 15-й пакет допомоги: 4 установки M142 HIMARS та ракети до них, 1000 керованих 155-мм снарядів, 3 ремонтно-евакуаційних машини, боєприпаси для підривання перешкод, контрбатарейні системи, запчастини та інше спорядження. | $400 млн.                                   |
| 134 | Швеція                                                                     | 12 липня 2022     | 6-й пакет допомоги: 577,7 млн шведських крон на спецрахунок підтримки ЗСУ. | 577,7 млн крон                              |
| 134 | США                                                                        | 22 липня 2022     | 16-й пакет допомоги: 4 установки M142 HIMARS та ракети до них, 4 командно-штабні машини, 36 тис. 105-мм артилерійських боєприпасів, додаткове протитанкове озброєння, 580 БПЛА Phoenix Ghost, запчастини тощо. | $270 млн.                                   |
| 135 | Велика Британія                                                            | 24 серпня 2022    | 2000 розвідувальних БПЛА та БПЛА-камікадзе. | £54 млн.                                    |
| 136 | Швеція                                                                     | 29 серпня 2022    | 7-й пакет допомоги: артилерійські боєприпаси на 500 млн крон, фінансова допомога економіці України ще на 500 млн крон. | 1 млрд крон (~$100 млн.)                    |